# Cervera de Buitrago
Cervera de Buitrago település Spanyolországban, Madrid tartományban. Cervera de Buitrago El Atazar, Patones, El Berrueco, Puentes Viejas és Robledillo de la Jara községekkel határos. Lakosainak száma 161 fő (2024).

## Népesség
A település népessége az utóbbi években az alábbiak szerint változott:
| Lakosok száma | 88   | 128  | 147  | 156  | 183  | 174  | 156  | 150  | 169  | 161  |
|               | 2001 | 2004 | 2007 | 2009 | 2012 | 2014 | 2017 | 2019 | 2022 | 2024 |